# Hajósy Ferenc
Hajósy Ferenc László (Budapest, 1906. január 5. – Budapest, 1988. július 28.) magyar középiskolai tanár, meteorológus. A földrajztudományok kandidátusa (1955).

## Életpályája
1923-ban érettségizett. 1924–1925 között a Pázmány Péter Tudományegyetemen jogot hallgatott. 1930-ban földrajz szakos középiskolai tanári diplomát szerzett. 1931-ben bölcsészdoktori oklevelet kapott. „A Földközi-tenger vidékének csapadékviszonyai” című disszertációjával doktorált, ezzel elkötelezte magát a csapadékkutatásnak. Az 1930-as években a Magyar Földrajzi Társaság titkára, egyben a Közlöny szerkesztője, majd a Társaság tiszteletbeli tagja volt. 1931–1932 között ösztöndíjasként a bécsi Collegium Hungaricumban folytatta tanulmányait. 1932–1933 között az Országos Meteorológiai Intézet (OMI) gyakornoka volt; hazánk csapadékviszonyaival foglalkozott. 1933–1935 között a nagykállói gimnázium tanára volt. 1934–1935 között a budapesti Werbőczy István Reálgimnázium óraadó helyettes tanára és belföldi kutatói ösztöndíjas volt. 1935–1937 között a budapesti Madách Imre Gimnázium óraadó helyettes, 1937–1939 között helyettes, 1939–1953 között rendes tanára volt. 1935–1953 között az Országod Meteorológiai Intézet észlelője és külső munkatársa volt. 1953–1958 között az Ombrometriai, illetve a Csapadékhálózati Osztály vezetője volt. 1956–1961 között a Légkör szakfolyóirat szerkesztőbizottságának tagja volt. 1958–1966 között az Adatfeldolgozó és Tájékoztató Osztályt vezette. 1966-ban nyugdíjba vonult. 1974-től a Magyar Meteorológiai Társaság tiszteletbeli tagja volt.

### Munkássága
Operatív munkája mellett tudományos kutatással is foglalkozott. A Kárpát-medence csapadékklímájának számos kérdésében tette lehetővé mintaszerűen feldolgozott és közreadott adatanyag alapján a biztos tájékozódást. Több földrajz tankönyvet írt középiskolák számára.

## Családja
Szülei Hajósy Lajos rendőr ellenőr és Csányi Ida (1873–1958) voltak. Testvére: Hajósy Ida. Felesége, Szilágyi Ilona volt. Leánya: Hajósy Adrienne (1947–2022), geofizikus illetve Hajósy Erika, Hajósy Mónika és Hajósy Ida.
Sírja a Rákoskeresztúri temetőben található.

## Művei
- A Földközi-tenger vidékének csapadékviszonyai
- A szárazsági zónák északi határának évközi eltolódása a Földközi-tenger vidékén (Egyetemi doktori értekezés; Az Időjárás, 1930)
- Zur einfachen Bestimmung des Tagesmittels (Das Wetter, 1932)
- Über dem Einfluss des Schneedecke auf die Temperatur (Meteorologische Zeitschrift, 1932)
- A hőmérsékleti kontinentalitás értékéről (Az Időjárás, 1933)
- A csapadék növekedése a tengerszint feletti magassággal Magyarországon (A magyar orvosok és természetvizsgálók nagygyűlésének munkálatai, 1933)
- A csapadék havi középértékei Magyarországon (Vízügyi Közlemények, 1934)
- A csapadék eloszlása Magyarországon. 1901–1930. Monográfia. 14 színes és 4 fekete nyomású csapadéktérképpel. (Az OMI hivatalos kiadványai. XI. kötet; Budapest, 1935)
- Csapadékmennyiség és tengerszint feletti magasság (Az Időjárás, 1935)
- Adatok a Balaton környékének csapadékviszonyaihoz (Az Időjárás, 1940)
- Földrajz. II. rész. Tankönyv polgári fiú- és leányiskolák, gimnáziumok, líceumok számára. (Budapest, 1945; 2. kiadás: 1946; 3. kiadás: 1947)
- Földrajz. III. rész (Láng Sándorral). Tankönyv polgári fiú- és leányiskolák, gimnáziumok, líceumok számára. (Budapest, 1945; 2. kiadás: 1946; 3. kiadás: 1947)
- Vidéki városok és környékük ismertetése. Előadás IBUSZ idegenvezetői szaktanfolyami hallgatók számára (Budapest, 1951)
- Magyarország csapadékviszonyai. 1901–1940 (Monográfia; Magyarország éghajlata. VI. kötet; Budapest, 1952)
- Adatok a Tisza vízgyűjtőjének csapadékviszonyaihoz (Monográfia és kandidátusi értekezés; Az OMI kisebb kiadványai. 29. Budapest, 1954)
- A Kisalföld éghajlata (Földrajzi Közlemények, 1962)
- A zúzmaráról (Légkör, 1965)
- 1966 februárjának rendkívüli időjárásáról (Légkör, 1966)
- A csapadék havi és évi összegei Magyarországon a mérések kezdetétől 1970-ig (Kakas Józseffel, Kéri Menyhérttel, Zách Alfréddel; Az OMSZ hivatalos kiadványai. 42. Budapest, 1975)

## Díjai
- Steiner Lajos-emlékérem ezüst fokozat (1955)